# Astigi
Astigi (łac. Dioecesis Astigitanus) – stolica historycznej diecezji w Hiszpanii, w Andaluzji, sufragania metropolii Sewilla. Współczesne miasto Écija. 
Erygowana prawdopodobnie w I wieku, zniesiona w X wieku.
Obecnie katolickie biskupstwo tytularne ustanowione przez Pawła VI w 1969.

## Biskupi tytularni
| Lp. | Biskup             | Funkcja                                       | Od                  | Do               |
| --- | ------------------ | --------------------------------------------- | ------------------- | ---------------- |
| 1   | Umberto Malchiodi  | emerytowany biskup Piacenzy (Włochy)          | 3 października 1969 | 14 stycznia 1971 |
| 2   | Antal Jakab        | biskup koadiutor Alba Iulia (Rumunia)         | 23 grudnia 1971     | 2 kwietnia 1980  |
| 3   | Pio Vittorio Vigo  | biskup pomocniczy Katanii (Włochy)            | 13 stycznia 1981    | 7 marca 1985     |
| 4   | Agostino Marchetto | nuncjusz apostolski, urzędnik Kurii Rzymskiej | 31 sierpnia 1985    | 30 września 2023 |
| 5   | Bruno Varriano     | biskup pomocniczy patriarchatu Jerozolimy     | 9 stycznia 2024     |                  |